# Епархия Влоцлавека

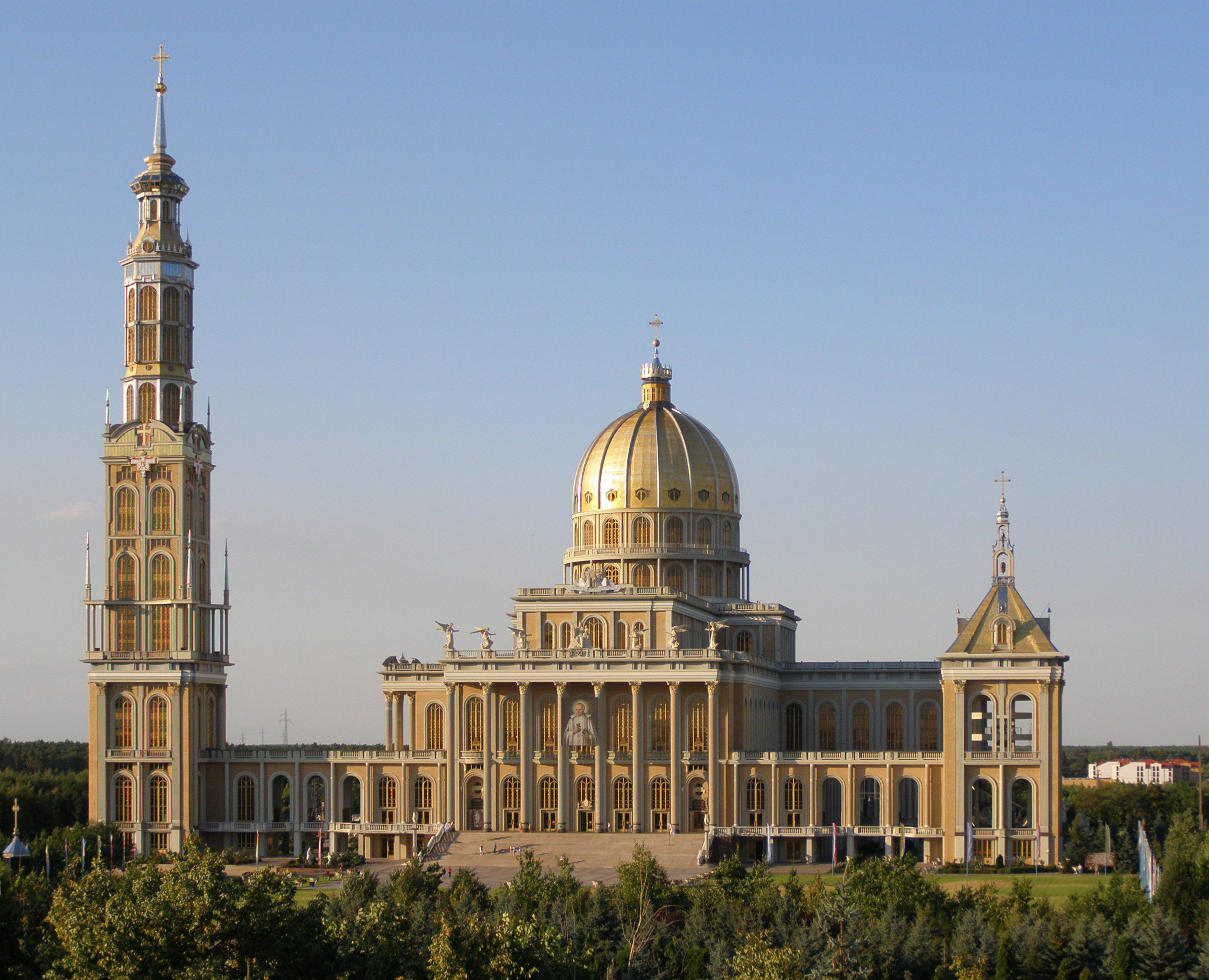
Базилика в Лихень-Стары

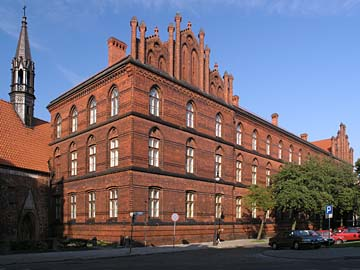
Высшая семинария, Влоцлавек

 Епархия Влоцлавека  (лат. Dioecesis Vladislaviensis) — епархия Римско-Католической церкви с центром в городе Влоцлавек, Польша. Епархия Влоцлавека входит в митрополию Гнезно. Кафедральным собором епархии Влоцлавека является церковь Успения Пресвятой Девы Марии.

## История
Епархия Влоцлавека была образована в 996 году. В 1000 году епархия Влоцлавека вступила в митрополию Гнезно. В XII веке епархия Влоцлавека была известна как епархия Влоцлавека-Померании.
В 1569 году во Влоцлавке была основана первая в Польше Духовная семинария, которая действует по настоящее время.
30 июня 1818 года Римский папа Пий VII издал буллу «Ex imposita nobis» и епархия была переименована в епархию Влоцлавека-Калиша и была присоединена к митрополии Варшавы. Кафедральный собор находился в городе Калиш.
28 октября 1925 года Римский папа Пий XI издал буллу «Vixdum Poloniae unitas», которой переименовал епархию Влоцлавека-Калиша в епархию Влоцлавека, присоединив её к митрополии Гнезно.
25 марта 1992 года Римский папа Иоанн Павел II издал буллу Totus tuus Poloniae populus, которой передал часть территории епархии Влоцлавека епархии Калиша.

## Ординарии епархии
- епископ Свидгер (1128—1151);
- епископ Онольд (1151—1160);
- епископ Рудгер (1160—1170);
- епископ Вернер (1170—1178);
- епископ Вунельф (1178—1190);
- епископ Стефан (1191—1197);
- епископ Огериус (1197—1203);
- епископ Барта (1203—1215);
- епископ Михаэль (1215—1256);
- епископ Волимир (1256—1271);
- епископ Альбеж (Войцех) (1271/1275 — 1283);
- епископ Вислав (1283—1300);
- епископ Гервард (1300—1323);
- епископ Мацей из Голанчи (1324—1364);
- епископ Збылут из Вонсочи (1364—1383);
- епископ Троян (1383—1383);
- епископ Ян Кропидло (1384—1389);
- епископ Генрих VIII Легницкий (1389—1398);
- епископ Миколай Куровский (1399—1402), назначен гнезненским архиепископом;
- епископ Ян Кропидло (1402—1421);
- епископ Ян Пелла (1421—1427);
- епископ Ян Шафранец (1427—1433);
- епископ Владислав Опоровский (1433—1449);
- епископ Миколай Лясоцкий (1449—1450);
- епископ Ян Грущиньский (1450—1463);
- епископ Ян Лютецкий (1463—1464);
- епископ Якуб Сениньский (1464—1472);
- епископ Збигнев Олесницкий (1473—1480);
- епископ Анджей (Еджей) Опоровский (1481—1483);
- епископ Пётр Мошиньский (1484—1493);
- епископ Креслав (1494—1503);
- епископ Винценты Пжерембский (1503—1513);
- епископ Мацей Джевицкий (1513—1531), назначен гнезненским архиепископом;
- епископ Ян Карнковский (1531—1538);
- епископ Лукаш II Гурка (1538—1542);
- епископ Миколай Дзежговский (1542—1546) — назначен архиепископом Гнезно;
- епископ Анджей Зебжидовский (1546—1551) — назначен епископом Кракова;
- епископ Ян Дрохоёвский (25.09.1551 — 25.06.1557);
- епископ Якуб Уханьский (1557—1565);
- епископ Миколай Вольский (1565—1567);
- епископ Станислав Карнковский (1567 — 21.04.1581) — назначен архиепископом Гнезно;
- епископ Иероним Розражевский (1581—1600);
- епископ Ян Тарновский (1600—1603);
- епископ Пётр Тылицкий (1603—1607) — назначен епископом Кракова;
- епископ Войцех Барановский (1607—1608) — назначен архиепископом Гнезно;
- епископ Матей Пстроконский (1608—1610);
- епископ Лаврентий Гембицкий (19.04.1610 — 14.03.1616) — назначен архиепископом Гнезно;
- епископ Павел Волуцкий (18.05.1616 — 15.11.1622);
- епископ Анджей Липский (20.11.1623 — 2.12.1623) — назначен епископом Кракова;
- епископ Мацей Лубеньский (1631—1642);
- епископ Миколай Войцех Гневож (1642—1654);
- епископ Казимеж Флориан Чарторыский (31.05.1655 — 27.11.1673) — назначен архиепископом Гнезно;
- епископ Станислав Сарновский (1675—1680);
- епископ Бонавентура Мадалиньский (1680—1691);
- епископ Станислав Дембский (1691—1700);
- епископ Станислав Шембек (21.06.1700 — 7.06.1706) — назначен архиепископом Гнезно;
- епископ Фелициан Константы Шанявский (25.06.1706 — 3.07.1720) — назначен епископом Кракова;
- епископ Кароль Антоний Шембек (22.07.1720 — 22.06.1739) — назначен архиепископом Гнезно;
- епископ Адам Станислав Грабовский (15.07.1739 — 14.04.1741) — назначен архиепископом Вармии;
- епископ Валентин Чапский (1741—1751);
- епископ Антоний Дембовский (1751—1763);
- епископ Антоний Казимеж Островский (17.09.1763 — 23.06.1777) — назначен архиепископом Гнезно;
- епископ Юзеф Игнаций Рыбиньский (1777—1806);
  - Sede vacante (1806—1815);
- епископ Францишек Скарбек фон Мальчевский (4.09.1815 — 2.10.1818) — назначен архиепископом Варшавы;
- епископ Анджей Воллович (1818—1822);
- епископ Юзеф Шчепан Козьмян (1822—1831);
  - Sede vacante (1831—1836);
- епископ Валенты Мацей Томашевский (21.11.1836 — 18.01.18);
  - Sede vacante (1851—1856);
- епископ Ян Михал Маршевский (1856—1867);
- епископ Христиан Стасецкий (1867—1876);
- епископ Винценты Теофил Попел (1876—1883) — назначен архиепископом Варшавы;
- епископ Александр Казимеж Бересьневич (15.03.1883 — 1902);
- епископ Станислав Казимеж Здзитовецкий (9.06.1902 — 1927);
- епископ Владислав Павел Крыницкий (21.11.1927 — 7.12.1928);
- епископ Кароль Мечислав Радонский (5.04.1929 — 16.03.1951);
- епископ Антоний Павловский (22.04.1950 — 16.09.1968);
- епископ Ян Заремба (20.10.1969 — 22.11.1986);
- епископ Генрик Мушинский (19.12.1987 — 25.03.1992) — назначен архиепископом Гнезно;
- епископ Бронислав Дембовский (25.03.1992 — 25.03.2003);
- епископ Веслав Алойзы Меринг (25.03.2003 — по настоящее время).

## Источник
- Annuario Pontificio, Libreria Editrice Vaticana, Città del Vaticano, 2003, ISBN 88-209-7422-3
- Булла Ex imposita nobis, Bullarii romani continuatio, XV, Romae 1853, стр. 61-68  (лат.)
- Булла Totus Tuus Poloniae populus, AAS 84 (1992), стp. 1099  (лат.)